# Егорово (Томская область)
Его́рово — деревня в Кривошеинском районе Томской области России. Входит в состав Петровского сельского поселения.

## История
Основана в 1895 году. В 1926 году деревня Егорова состояла из 49 хозяйств, основное население — русские. В административном отношении находилась в составе Петровского сельсовета Кривошеинского района Томского округа Сибирского края.

## Население
| 1926 | 2002 | 2010 | 2012 | 2013 | 2014 | 2015 |
| ---- | ---- | ---- | ---- | ---- | ---- | ---- |
| 248  | ↘121 | ↘65  | ↘63  | →63  | →63  | ↗67  |
| 2021 |      |      |      |      |      |      |
| ↘64  |      |      |      |      |      |      |

## Улицы
В деревне имеются две улицы: Новая и Центральная.